# باکن، ویکتوریا
باکن (به انگلیسی: Buchan) یک شهرک در استرالیا است که در ویکتوریا (استرالیا) واقع شده‌است.